# 배유정
배유정(1964년 7월 13일 ~ )은 대한민국의 배우이자 통역사이다.

## 출신 학교
- 연세대학교 심리학과
- 한국외국어대학교 통역대학원 석사

## 출연 작품

### 영화
- 2000년 《아름다운 시절》

### TV
- 1998년 ~ 2000년 SBS 《모닝와이드》
- 2001년 5월 1일 ~ 2001년 10월 30일 KBS 1TV 《클로즈업 오늘》

### 라디오
- 1995년 ~ 1998년 MBC FM 《FM 영화음악》
- 2003년 ~ 2005년 MBC 표준FM 《세계는 그리고 우리는》 (주말 진행)

### CF
- 1995년 동아일보 - 동시통역사 편
- 1996년 JW중외제약 훼럼포라
- 1997년 엔프라니 식물나라 바이탈케어
- 2002년 해태제과 자일리톨333
- 2005년 한국야쿠르트 헬리코박터 프로젝트 윌
- 2008년 윤선생영어교실 베플키즈
- 2008년 스카이라이프
- 2010년 SK-2